# محمد يونس (لاعب كرة قدم إندونيسي)
محمد يونس (بالإندونيسية: Muhamad Yunus)‏ (مواليد 7 يوليو 1988 في إندونيسيا)، هو لاعب كرة قدم إندونيسي في مركز جناح ‏.

## وصلات خارجية
- محمد يونس على موقع قاعدة بيانات كرة القدم.إي يو (الإنجليزية)